# USS Glacier (AF-4)
«Ґлейшер» (англ. USS Glacier (AF-4) — судно бойового забезпечення, що перебувало на озброєнні військово-морських сил США на початку XX століття та Першої світової війни.
Судно «Ґлейшер» закладено у 1891 році на верфі англійської компанії J.L. Thompson & Son у Сандерленді, як SS Port Chalmers, де того ж року судно спустили на воду. 1898 року судно увійшло до складу ВМС США.

## Історія служби

Карта маршруту Великого Білого флоту (державні кордони на карті 2009 року)

У 1907 році судно бойового забезпечення «Ґлейшер» увійшло до складу «Великого Білого флоту», який у 1907 році за наказом Президента США Т. Рузвельта здійснив навколосвітню подорож, продемонструвавши усьому світові зрослу міць та силу американського флоту. 17 грудня флот, до якого входили майже усі американські лінійні кораблі того часу, виплив з Гемптон-Роудс і здійснив перехід на південь до Карибського басейну, а потім до Південної Америки, зупиняючись у Порт-оф-Спейн, Ріо-де-Жанейро, Пунта-Аренас та Вальпараїсо серед інших міст. Після прибуття до західного узбережжя Мексики в березні 1908 року флот провів три тижні, тренуючись у бойових стрільбах корабельної артилерії.
Потім флот відновив подорож уздовж Тихоокеанського узбережжя Америки, зупинившись у Сан-Франциско та Сіетлі, а потім перетнув Тихий океан до Австралії, по дорозі зупинившись на Гаваях. Зупинки в південній частині Тихого океану включали Мельбурн, Сідней та Окленд.
Після Австралії флот повернув на північ до Філіппін, зупинившись у Манілі, а потім продовжив рух до Японії, де в Йокогамі відбулася церемонія привітання. У листопаді в Субік-Бей на Філіппінах протягом трьох тижнів проходили морські навчання. 6 грудня американські кораблі пройшли Сінгапур і увійшли в Індійський океан. У Коломбо флот поповнив запаси вугілля, перш ніж вирушити до Суецького каналу і знову поповнив свої льохи вугіллям у Порт-Саїді. Флот відвідав кілька середземноморських портів, перш ніж зупинитися в Гібралтарі, де міжнародний флот британських, російських, французьких та голландських військових кораблів привітав американців. Потім американські кораблі перетнули Атлантику, щоб повернутися на Гемптон-Роудс 22 лютого 1909 року, подолавши 46 729 морських миль (86 542 км). Там Теодор Рузвельт провів військово-морський огляд свого флоту.